# Thomas Meighan
Thomas Meighan (ur. 9 kwietnia 1879, zm. 8 lipca 1936) – amerykański aktor filmowy.

## Filmografia
- 1914: Danny Donovan, the Gentleman Crackman
- 1916: The Storm jako Robert Fielding
- 1918: Córka Ewy jako John Norton
- 1921: The Easy Road jako Buck Leslie
- 1924: The Alaskan jako Alan Holt
- 1928: Banda
- 1929: The Argyle Case jako Alexander Kayton
- 1949: Paszport do Pimlico

## Wyróżnienia
Posiada swoją gwiazdę na Hollywoodzkiej Alei Gwiazd.